# Elenovo (distrikt i Sliven)
Elenovo (bulgariska: Еленово) är ett distrikt i Bulgarien.   Det ligger i kommunen Obsjtina Nova Zagora och regionen Sliven, i den centrala delen av landet, 230 km öster om huvudstaden Sofia.
Trakten runt Elenovo består till största delen av jordbruksmark. Runt Elenovo är det ganska glesbefolkat, med 24 invånare per kvadratkilometer.